# 뉴촌 (나라현)
뉴촌(丹生村)은 나라현 요시노군에 있던 촌이다. 현재의 시모이치정의 남부에 해당한다.

## 역사
- 1912년 7월 1일 - 미나미요시노촌이 분립해 7개의 오아자를 가지고 성립하였다.
- 1890년 9월 23일 - 요시노정, 가미이치정, 나카쇼촌, 구즈촌, 나카류몬촌과 합병해 새로운 요시노정이 성립하여, 동일 류몬촌은 폐지되었다.